# Steuerquote
Die Steuerquote (oder Steuerlastquote) ist eine volkswirtschaftliche oder betriebswirtschaftliche Kennzahl, die den Anteil einer Steuerart oder der Summe aller Steuern (Steueraufkommen) an einer anderen ökonomischen Größe wiedergibt.

## Allgemeines
Steuerquoten ermöglichen Finanzanalysten und der Öffentlichkeit die Beurteilung, wie sich eine bestimmte Steuerart auf das gesamte Steueraufkommen oder das gesamte Steueraufkommen auf einzelne Wirtschaftssubjekte (Privathaushalt, Unternehmen oder den Staat) auswirkt. Die verschiedenen Steuerquoten ergeben sich, wenn man im Nenner unterschiedliche Aggregate verwendet. So handelt es sich um die Lohnsteuerquote {\displaystyle LSt_{q}}, wenn die gesamten Lohnsteuereinnahmen eines Staates {\displaystyle LSt} ins Verhältnis zu den gesamten Steuereinnahmen {\displaystyle T} gesetzt werden:
{\displaystyle LSt_{q}={\frac {LSt}{T}}}.
Die Steuerlastquote erlaubt einen Vergleich der Steuerbelastung von Arbeitnehmern, Unternehmern oder Volkswirtschaften untereinander und im Zeitablauf, die betriebswirtschaftliche Steuerquote gibt den Anteil der Unternehmensbesteuerung eines Unternehmens im Verhältnis zu seinem Jahresüberschuss an und die kommunale Steuerquote misst den Anteil der Steuereinnahmen einer Gebietskörperschaft im Verhältnis zu den Gesamteinnahmen dieser Gebietskörperschaft (z. B. Steuereinnahmen einer Gemeinde im Verhältnis zu allen Einnahmen der Gemeinde wie Beiträge, Gebühren, Gemeindesteuern).
Die Steuerquote eines Staates {\displaystyle St_{q}} wird entsprechend errechnet, indem man die gesamten Staatseinnahmen aus Steuern {\displaystyle E_{T}} dem Bruttoinlandsprodukt {\displaystyle BIP} (oder Bruttonationaleinkommen) gegenüberstellt:
{\displaystyle St_{q}={\frac {E_{T}}{BIP}}}.
Hiermit lässt sich international vergleichen, ob es sich bei Staaten um ein Niedrigsteuerland (Steueroase) oder Hochsteuerland handelt. Bei letzterem liegt die Steuerquote deutlich über dem Durchschnitt der Steuerquoten anderer Staaten.

## Volkswirtschaftliche Steuerquote
Die volkswirtschaftliche Steuerquote wird beeinflusst vom Steuertarif und den Steuerbefreiungen, Steuerschlupflöchern und Schwarzarbeit. Eine hohe Steuerquote wird von manchen gleichgesetzt mit umfangreicher staatlicher Umverteilung, fehlenden ökonomischen Anreizeffekten und geringer Attraktivität des Standorts aufgrund hoher Produktionsnebenkosten, was zum internationalen Steuerwettbewerb führen kann. Bei einem gegebenen, unveränderten Steuerrecht und Steuersystem ist die Steuerlastquote proportional zum Konjunkturverlauf. Ist der Quotient größer als 1, so ist ihre Aufkommenselastizität im Konjunkturverlauf steigend.
Die Steuerquote gibt jedoch lediglich einen groben Anhaltspunkt für die Gesamtbelastung einer Volkswirtschaft. Sie sagt nichts über die Verteilung der Steuerlast aus. Diese wird u. a. durch Steuertatbestände, Steuerbefreiungen, die Möglichkeit des Steuerpflichtigen, seine Steuerlast zu überwälzen, das Verhältnis von direkten zu indirekten Steuern sowie durch die Steuerprogression beeinflusst. Die Steuerlastquote fließt als eine Komponente in die Betrachtung der Staatsquote ein, in die auch die wirtschaftlichen Aktivitäten zum Beispiel von Staatsunternehmen wie Eisenbahnunternehmen, Post, Telekommunikation, Energieversorgungsunternehmen, Autobahnbetreibergesellschaften usw. eingehen.

## Berechnung
Die reine Steuerquote berücksichtigt lediglich die tatsächlichen Steuereinnahmen des Staates, nicht aber staatliche Entlastungen (Abschreibungen, Verlustverrechnung), Subventionen (Steuersubventionen) oder Zuwendungen an die Steuerpflichtigen (BAföG, Kindergeld, Zulagen oder sonstige Transferleistungen). Bei der Unternehmensbesteuerung ist zu berücksichtigen, dass die steuerpflichtigen Kapitalgesellschaften ihre gewinnabhängigen Steuern in einigen Staaten nicht nur an den Zentralstaat, sondern auch zusätzlich an Gebietskörperschaften abzuführen haben (Deutschland: Körperschaftsteuer an den Staat, Gewerbesteuer an die Gemeinden, so auch in Italien, Japan, Kanada, Luxemburg, Portugal, Ungarn; Schweiz: Kanton Zürich und USA: New York State). Die Abgabenquote berücksichtigt neben den Steuern auch die sonstigen Abgaben (Sozialabgaben) an den Staat, deshalb ist die Abgabenquote stets höher als die Steuerquote, es sei denn, Sozialabgaben müssen nicht entrichtet werden, dann sind Steuer- und Abgabenquote identisch.

## Statistiken

### Steuerquote in Deutschland
| Jahr | Steuern insgesamt (Mrd. Euro) | Kassenmäßige Steuerquote (% vom BIP) | Steuerquote nach VGR (% vom BIP) | Steuerquote nach OECD (% vom BIP) |
| ---- | ----------------------------- | ------------------------------------ | -------------------------------- | --------------------------------- |
| 1950 | 010,78                        | 21,70 %                              | n.v.                             | n.v.                              |
| 1955 | 021,64                        | 24,94 %                              | n.v.                             | n.v.                              |
| 1960 | 035,00                        | 22,61 %                              | n.v.                             | n.v.                              |
| 1965 | 053,92                        | 22,97 %                              | n.v.                             | 23,1 %                            |
| 1970 | 078,80                        | 22,40 %                              | 23,0 %                           | 22,0 %                            |
| 1975 | 123,80                        | 22,46 %                              | n.v.                             | 22,6 %                            |
| 1980 | 186,60                        | 24,30 %                              | 23,8 %                           | 23,9 %                            |
| 1985 | 223,50                        | 22,71 %                              | n.v.                             | 22,9 %                            |
| 1990 | 281,00                        | 22,70 %                              | 21,6 %                           | 21,8 %                            |
| 1995 | 416,30                        | 22,50 %                              | 21,9 %                           | 22,7 %                            |
| 2000 | 467,30                        | 22,70 %                              | 24,2 %                           | 22,7 %                            |
| 2001 | 446,20                        | 21,10 %                              | 22,6 %                           | 21,7 %                            |
| 2002 | 441,70                        | 20,60 %                              | 22,3 %                           | n.v.                              |
| 2003 | 442,20                        | 20,40 %                              | 22,3 %                           | n.v.                              |
| 2004 | 442,80                        | 20,00 %                              | 21,8 %                           | 20,7 %                            |
| 2005 | 452,10                        | 20,10 %                              | 22,0 %                           | 20,9 %                            |
| 2006 | 488,40                        | 21,00 %                              | 22,8 %                           | 21,9 %                            |
| 2007 | 538,20                        | 22,20 %                              | 23,8 %                           | 22,9 %                            |
| 2008 | 561,20                        | 22,50 %                              | 23,7 %                           | 23,1 %                            |
| 2009 | 524,00                        | 21,86 %                              | 23,4 %                           | 22,9 %                            |
| 2010 | 530,60                        | 21,23 %                              | –                                | 22,0 %                            |
| 2011 | 573,40                        | –                                    | –                                | 22,7 %                            |
| 2012 | 600,00                        | –                                    | –                                | 23,2 %                            |
| 2013 | 620,50                        | –                                    | –                                | –                                 |

 (a) Schätzung; Stand: BMF, Monatsbericht, Abgabenquoten im internationalen Vergleich, Februar 2018

### International
Die Steuerquote und Abgabenquote sahen 2016 international wie folgt aus:
| Land         | Steuerquote 2016 in % | Abgabenquote 2016 in % |
| ------------ | --------------------- | ---------------------- |
| Irland       | 19,1                  | 23,0                   |
| USA          | 19,8                  | 26,0                   |
| Schweiz      | 21,0                  | 27,8                   |
| Lettland     | 21,9                  | 30,2                   |
| Slowenien    | 22,3                  | 37,0                   |
| Luxemburg    | 26,4                  | 37,1                   |
| Deutschland  | 23,4                  | 37,6                   |
| Norwegen     | 27,4                  | 38,0                   |
| Griechenland | 27,6                  | 38,6                   |
| Niederlande  | 24,0                  | 38,8                   |
| Ungarn       | 25,8                  | 39,4                   |
| Österreich   | 27,8                  | 42,7                   |
| Italien      | 29,9                  | 42,9                   |
| Schweden     | 34,1                  | 44,1                   |
| Finnland     | 34,4                  | 44,1                   |
| Belgien      | 30,5                  | 44,2                   |
| Frankreich   | 28,5                  | 45,3                   |
| Dänemark     | 45,9                  | 45,9                   |

Nur in dem absoluten Hochsteuerland Dänemark sind Steuer- und Abgabenquote identisch. Besonders hoch ist die Diskrepanz zwischen Steuer- und Abgabenquote in Slowenien, Luxemburg, Deutschland, Niederlande, Ungarn, Österreich, Italien, Belgien und Frankreich.
Steuerquoten im internationalen Vergleich
| Land                   | 1965   | 1975   | 1985   | 1990   | 1995   | 2000   | 2005   | 2007   | 2008   | 2009   | 2010   | 2011   | 2012   | 2013   | 2014   | 2015   | 2016   |
| ---------------------- | ------ | ------ | ------ | ------ | ------ | ------ | ------ | ------ | ------ | ------ | ------ | ------ | ------ | ------ | ------ | ------ | ------ |
| Deutschland (c)        | 23,1 % | 22,6 % | 22,9 % | 21,8 % | 22,7 % | 22,8 % | 21,0 % | 22,9 % | 23,1 % | 22,9 % | 22,0 % | 22,7 % | 22,5 % | 22,9 % | 22,9 % | 23,1 % | 23,4 % |
| Belgien                | 21,3 % | 27,6 % | 30,3 % | 28,0 % | 29,2 % | 30,9 % | 30,9 % | 30,1 % | 30,2 % | 28,7 % | 29,4 % | 29,9 % | 30,0 % | 30,8 % | 30,8 % | 30,5 % | 30,5 % |
| Dänemark               | 28,8 % | 38,2 % | 44,8 % | 45,6 % | 47,7 % | 47,6 % | 49,7 % | 47,9 % | 47,1 % | 47,1 % | 47,2 % | 47,1 % | 47,1 % | 45,8 % | 48,5 % | 45,8 % | 45,9 % |
| Frankreich             | 22,5 % | 21,1 % | 24,3 % | 23,5 % | 24,4 % | 28,4 % | 27,8 % | 27,5 % | 27,3 % | 25,7 % | 26,3 % | 27,4 % | 28,3 % | 28,5 % | 28,4 % | 28,5 % | 28,5 % |
| Griechenland           | 12,2 % | 13,7 % | 16,4 % | 18,3 % | 19,5 % | 23,6 % | 20,6 % | 20,9 % | 20,5 % | 19,8 % | 20,0 % | 20,9 % | 23,1 % | 25,5 % | 25,4 % | 25,7 % | 27,6 % |
| Italien                | 16,8 % | 13,7 % | 22,0 % | 25,4 % | 27,5 % | 30,2 % | 28,3 % | 30,4 % | 29,8 % | 29,7 % | 29,5 % | 29,6 % | 30,9 % | 30,9 % | 30,5 % | 30,3 % | 29,9 % |
| Japan                  | 14,1 % | 14,7 % | 18,9 % | 21,3 % | 17,8 % | 17,5 % | 17,3 % | 18,0 % | 17,4 % | 15,9 % | 16,3 % | 16,8 % | 16,5 % | 17,1 % | 18,3 % | 18,6 % |        |
| Luxemburg              | 18,8 % | 23,1 % | 29,1 % | 26,0 % | 27,3 % | 29,1 % | 27,1 % | 25,8 % | 25,5 % | 26,4 % | 26,3 % | 26,0 % | 26,8 % | 27,1 % | 26,8 % | 26,2 % | 26,4 % |
| Norwegen               | 26,1 % | 29,5 % | 33,8 % | 30,2 % | 31,3 % | 33,7 % | 34,6 % | 34,5 % | 33,9 % | 32,8 % | 33,1 % | 33,0 % | 32,6 % | 30,4 % | 28,9 % | 27,8 % | 27,4 % |
| Österreich             | 25,4 % | 26,5 % | 27,8 % | 26,6 % | 26,5 % | 28,4 % | 27,7 % | 27,7 % | 28,5 % | 27,8 % | 27,5 % | 27,8 % | 28,3 % | 28,3 % | 28,4 % | 29,0 % | 27,8 % |
| Schweden               | 29,2 % | 33,2 % | 35,6 % | 38,0 % | 34,4 % | 37,9 % | 35,8 % | 35,0 % | 34,9 % | 35,2 % | 34,1 % | 34,1 % | 34,0 % | 32,9 % | 32,7 % | 33,6 % | 34,1 % |
| Schweiz                | 14,9 % | 19,0 % | 19,9 % | 19,7 % | 20,2 % | 22,7 % | 22,1 % | 21,2 % | 21,6 % | 21,9 % | 21,4 % | 21,6 % | 21,1 % | 19,4 % | 18,6 % | 19,0 % | 19,4 % |
| Vereinigtes Königreich | 25,7 % | 28,8 % | 30,4 % | 29,5 % | 28,0 % | 30,2 % | 29,0 % | 29,4 % | 28,9 % | 27,6 % | 28,2 % | 29,1 % | 28,4 % | 26,5 % | 26,2 % | 26,4 % | 26,9 % |
| Vereinigte Staaten     | 21,4 % | 20,3 % | 19,1 % | 20,5 % | 20,9 % | 22,6 % | 20,5 % | 21,4 % | 19,8 % | 17,6 % | 18,5 % | 19,4 % | 18,9 % | 19,5 % | 19,7 % | 20,0 % | 19,8 % |

(c) Nicht vergleichbar mit Quoten in der Abgrenzung der Volkswirtschaftlichen Gesamtrechnung oder der deutschen Finanzstatistik.

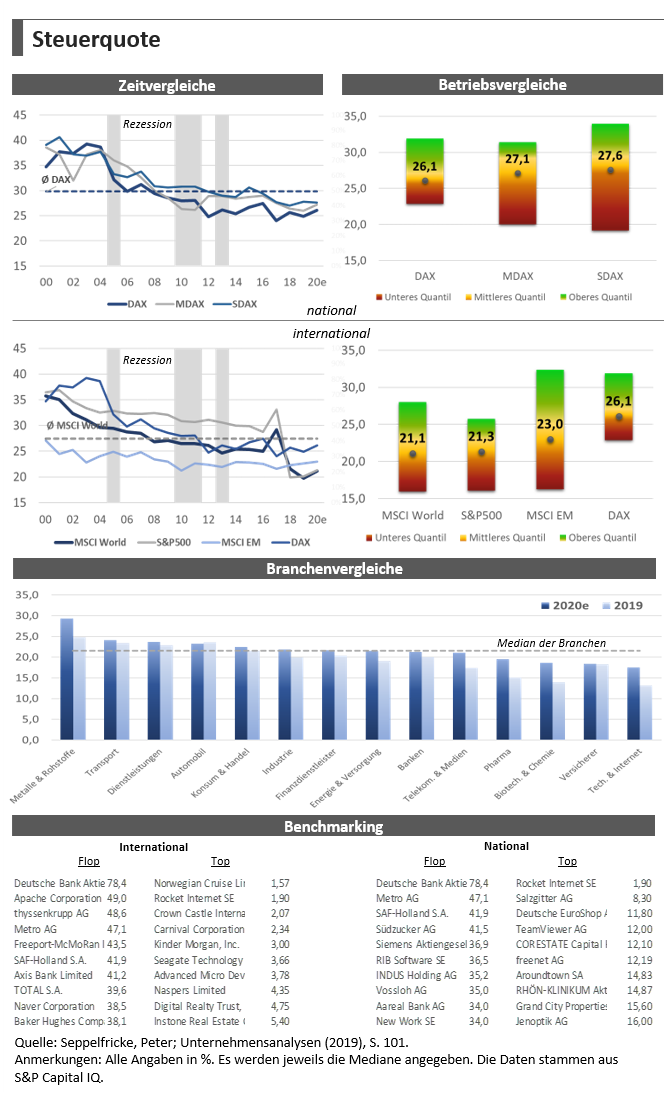
Steuerquoten von börsennotierten Konzernen

## Betriebswirtschaftliche Steuerquote
Die Steuern am Geschäftssitz eines Unternehmens beeinflussen dessen Standortwahl, so dass vor allem multinationale Konzerne ihren Geschäftssitz aus Hochsteuerländern in Niedrigsteuerländer oder Steueroasen verlagern. Deshalb ist die Steuerquote eine wichtige betriebswirtschaftliche Kennzahl.
Die betriebswirtschaftliche Steuerquote {\displaystyle T_{r}} erfasst in Unternehmen den prozentualen Anteil der von einem Unternehmen abzuführenden Ertragsteuern {\displaystyle E_{s}} (nicht also Kostensteuern) am Gewinn vor Steuern {\displaystyle EBT}:
{\displaystyle T_{r}={\frac {E_{s}}{EBT}}}.
Die Ertragsteuern verlaufen nur zufällig proportional zum Jahresüberschuss, weil einige Geschäftsvorfälle zwar im handelsrechtlichen Jahresüberschuss zu berücksichtigen sind, nicht jedoch im steuerrechtlichen und umgekehrt. So mindern beispielsweise einige Rückstellungen lediglich den handelsrechtlichen Jahresüberschuss (Drohverlustrückstellungen sind nach § 5 Abs. 4a EStG unzulässig), nicht aber den steuerrechtlichen. Dadurch sind mehr Ertragsteuern zu zahlen als handelsrechtlich zu zahlen wären. Nach dem Handelsgesetzbuch und auch nach den IFRS ist auf hieraus resultierende Unterschiede im Eigenkapital zwischen Handels- und Steuerbilanz zu unterscheiden und in der Handelsbilanz die Bilanzposition latente Steuern zu bilden.

### Empirische Ergebnisse
Für börsennotierte Unternehmen können die Steuerquoten von Unternehmen recht leicht anhand der veröffentlichten Konzernbilanzen ermittelt werden. Die nebenstehende Abbildung zeigt die Steuerquoten von börsennotierten Unternehmen weltweit. Es wird deutlich, dass sich viele Staaten bei der Steuergesetzgebung in den letzten 20 Jahren in einem Race to the bottom befinden. Die Steuerquoten von Unternehmen haben sich in diesem Zeitraum weltweit in etwa halbiert. Besonders auffällig ist die Entwicklung in den USA wo insbesondere seit der Steuerreform von 2018 viele Unternehmen nur noch eine Steuerquote von etwa 20 % aufweisen. Die amerikanischen Internetgiganten schaffen es, die Steuerlast dabei am meisten zu drücken. Die großen deutschen Konzerne im DAX weisen demgegenüber eine deutlich höhere Steuerquote auf.